# مانیری
مانیری (به لاتین: Maniry) یک منطقهٔ مسکونی در ماداگاسکار است که در آمپانیی واقع شده‌است. مانیری ۷٬۰۰۰ نفر جمعیت دارد و ۲۹۲ متر بالاتر از سطح دریا واقع شده‌است.